# ديون والر
ديون والر (بالإنجليزية: Dion Waller)‏ هو لاعب اتحاد الرغبي نيوزيلندي، ولد في 6 يناير 1974 في Tūrangi ‏ في نيوزيلندا.